# Francuski i irokeški ratovi
Francuski i irokeški ratovi (također nazivani i kao Irokeški ratovi ili Dabarski ratovi) je naziv kojim se obuhvaća niz brutalnih sukoba iz polovica 17. stoljeća na istoku Sjeverne Amerike.
Irokezi su gledali proširiti svoje zemlje i monopolizirati trgovinu krznima i trgovinu između europskih tržišta i plemena u području zapadnih Velikih jezera. Sudionice sukoba su bile Irokeška konfederacija, predvođena Mohawkima, na jednoj strani, protiv plemena, većinom algonkinških iz područja Velikih jezera.
Ratovi su bili krajnje brutalni i smatra ih se jednim od najkrvavijih niza sukoba u povijesti Sj. Amerike. Rezultirajuće širenje teritorije Irokeza je presložilo plemenski zemljopis Sjeverne Amerike, razorivši nekoliko velikih plemenskih konfederacija—uključujući Hurone, Neutralne narode, Eriehronone i Susquehannocke—potiskujući ina istočna plemena zapadno od rijeke Mississippi. Okrug Ohio  i Donji Michigan  su ostali bez Indijanaca, jer su onamošnja plemena izbjegla pred irokeškim ratnicima na zapad. Ovaj kraj su ponovo naselili pripadnici naroda Ohio nedugo poslije, iako općenito rečeno, prije u višenacionalnim domorodačkim "republikama", nego kako istorodna, diskretna "plemena".
I algonkinska i irokeška zajednica su uvelike pretrpile ovim ratovima. Sukob se jenjao s time da su Irokezi izgubili njihove nizozemske saveznike u koloniji Nova Nizozemska, i s rastućom francusom željom za Irokezima kao saveznicima protiv engleskog nadora. Posljedično, Irokezi su postali trgovinski partneri Englezima, što je bio ključnim čimbenikom kasnijem engleskom širenju.

## Korijeni i uzroci
Prvi zapisi o dolini sv. Lovrijenca (eng. St. Lawrence valley) počinju s putovanjima Jacquesa Cartiera 1540-ih. Cartier govori o susretima s Irokezima sa sv. Lovrijenca (eng. St. Lawrence Iroquoians), također znanima i kao Stadaconan ili Laurentinima (eng. Laurentians), koji žive u nekoliko utvrđenih sela, uključujući i Stadaconu i Hochelagu. Cartier bilježi i da su Stadakonci bili u ratu s jednim drugim plemenom zvanim Toudamans (irokeški naziv za Micmace) koji su razorili jednu od njihovih utvrda prijašnje godine, pri čemu je bilo 200 mrtvih. Kontinentalni ratovi i politike su omeli daljnje francuske naseljavanja ove doline, sve do 17. stoljeća. Kada su se Francuzi vratili, ostali su zatečeni: Stadaconu i Hochelagu su bile u potpunosti napuštene i u potpunosti ih je razorio nepoznati neprijatelj.
Tijekom ovih šezdesetak godina, uspostavljena je Irokeška konfederacija (eng. Iroquois Confederacy). Neki povjesničari su pokušali implicirati krivnju te nove političke i vojne snage za razaranje Stadacone i Hochelage, ali, malo je dokaza. Irokeška usmena predaja, kako je zapisana u Jesuit Relationsu, govori o iscrpljujućem ratu između Mohawk Irokeza i saveza Susquehannocka i Algonquina u doba između 1580. i 1600. Nadalje, kada su se Francuzi ponovno pojavili na pozornici 1601., dolina sv. Lovrijenca je već svjedočila naraštajima trajućeg rata u stilu "krvi i tla".  Kad se Samuel de Champlain iskrcao kod Tadoussaca na sv. Lovrijencu, Montagnaisi, Algonquini i Huroni su unovačili njega i njegovu omanju družinu francuskih pustolova bio unovačen da bi im pomogao napadima na njihove neprijatelje.
Odnosi između Irokeza i Francuza nisu bili skladni početkom 17. stoljeća. Prvi susret je bio 1609., kada se je Champlain, u društvu svojih algonkinških saveznika, upustio u žestoku bitku s Irokezima na obalama današnjeg jezera Champlaina (eng. Lake Champlain). Sâm Champlain je arkebuzom ubio tri irokeške poglavice.
1610. su Champlain i njegova arkebuzirska francuska družina pomogli Algonkinima i Huronima poraziti veliku irokešku upadnu skupinu. 

1615. se Champlain pridružio huronskoj upadnoj skupini i sudjelovao je u opsadi irokeškog grada, najvjerojatnije među Onondagama . Opsada je na koncu se izjalovila, a sam Champlain je ranjen u toj akciji.
Do 1630-ih su se Irokezi u potpunosti naoružali s europskim oružjem. Njega su si priskrbili trgovinom s Nizozemcima. Potom su pošli primijeniti svoja znanja rukovanja s arkebuzom za poboljšati ishode bitaka u njihovim neprekidnim ratovima s Algonkinima, Huronima i inim tradicionalnim neprijateljima.
Francuzi su, u međuvremenu, stavili izvan zakona trgovinu vatrenim oružjem s njihovim indijanskim saveznicima, iako se arkebuzi povremeno bilo davalo kao poklone pojedincima koji su prešli na kršćanstvo. Iako su irokeške napadi prvotno bilo usmjeravalo na njihove tradicionalne neprijatelje (Algonkine, Mahicane, Montagnais i Hurone), savez ovih plemena s Francuzima je brzo doveo Irokeze u žestoki i krvavi sukob sa samim europskim doseljenicima.
Neki povjesničari su dokazivali da je ratove intenzivirala rastuće izumiranje dabara u zemljama koje su kontrolirali Irokezi polovicom 17. stoljeća. U vrijeme sukoba, Irokezi su nastanjavali područja današnjeg New Yorka južno od jezera Ontario i zapadno od rijeke Hudson. Irokezi su obuhvaćali jedan narodni otok, okružen sa svim strana narodima koji su govorili algonkinski, uključujući i Shawneeje na zapadu u zemlji Ohio, kao i irokeškogovorne Hurone na sjeveru duž rijeke sv. Lovrijenca, ali koji nisu bili dijelom Irokeške konfederacije.
Uspostavom nizozemskih trgovačkih postaja na Hudsonu 1620-ih, Irokezi, a navlastito Mohawci, su se počeli oslanjati na trgovinu za kupnju vatrenog oružja i inih europskih dobara. S druge strane, pojava vatrenog oružja među glavnim izlovljivačima je ubrzala smanjenje dabarske populacije do te mjere da je do 1640. taj sisavac iz reda glodavaca skoro sasvim nestao iz doline rijeke Hudsona ("Hudson Valleya"). Središte trgovine krznima se zbog toga premjestilo sjevernije u studenija područja duž rijeke sv. Lovrijenca, koja su kontrolirali Huroni koji su inače bili bliski trgovinski partneri Francuzima u Novoj Francuskoj. Irokezi koji su se smatrali najuljuđenijima (najciviliziranijima) i najnaprjednijima u tim krajevima, našli su se najednom raseljenima kao posljedica trgovina inih naroda u tim krajevima. Ugroženi bolestima i padom pučanstva, Irokezi su krenuli s agresivnim pohodom radi proširenja područja pod njihovim nadzorom.

## Irokeški napadi u Novoj Francuskoj
Rat je izbio u prvoj polovici 1640-ih s irokeškim napadima na pogranična wyandotska duž St. Lawrencea, radi ometanja wyandotske trgovine s Francuzima. 1649. su Irokezi pokrenuli žestoki napad u srce wyandotskog ozemlja, pustošeći sve pred sobom, uništivši nekoliko ključnih sela i ubijajući stotine, ako ne i tisuće ljudi, među kojima su se zatekli i isusovački misionari Jean Brebeuf, Charles Garnier, i Gabriel Lallemant—sva tri su danas proglašenima mučenicima rimokatoličke vjere. Nakon ovih napada, preostali Wyandoti su se raspršili okolo, uglavnom tražeći pomoć od konfederacije Anishinaabek u Velikim jezerima, ostavivši tako Oodaawaa narodu plemena Ottawa ispuniti prazninu koja je nastala u trgovini krznima s Francuzima.
Početkom '50'-tih godina 17. stoljeća, Irokezi su počeli napadati Francuze. Neke od irokeških nacija, posebice Oneida i Onondaga, su imale mirne odnose s Francuzima, ali oni su bili pod kontrolom Mohawka, koji su bili najjača nacija u Irokeškoj Konfederaciji i koji su bili neprijateljski raspoloženi prema francuskoj nazočnosti.
Nako propalog mirovnog sporazuma kojeg je dogovorio poglavica Canaqueese, irokeški zaraćenici su se premjestili sjevernije, duž obala jezera Champlain i rijeke Richelieu, blokiravši i napadajući Montreal. Tipični napad na izoliranu farmu ili naselbinu je izgledao tako što bi napadačka skupina se kretala brzo i tiho kroz šuma, upadajući iznenada, vitlajući tomahawcima i nožem za skalpiranje, napadajući stanovnike. U nekim slučajima, zarobljenici su bili odvedeni u irokeške krajeve. U slučajima zarobljenih žena i djece, isti su bili uključeni u Irokeze.
Iako takvi upadi nisu bili pojavom sveudilj, kada su se zbili, širili su strah među stanovnicima Nove Francuske te se naseljenici nisu ćutili sigurnima, odnosno, ćutili su se bespomoćnima za spriječiti ih. Neki od narodnih junaka francuskogovornih Kanađana su pojedinci koji su se suprotstavili tim napadima, kao što su Dollard des Ormeaux, koji je poginuo u svibnju 1660. opirući se irokeškom upadu kod Long Saulta na sutoci rijeka St. Lawrence i Ottawe. Svojom žrtvom je spasio Montreal. Još jedan od takvih junaka je bila Madeleine de Verchères, koja je 1692. u dobi od 14 godina predvodila obranu njene obitelji od irokeškog napada.

## Irokeška ekspanzija na zapadu
Istovremeno s irokeškim širenjem sjeverno, išlo je i veliko irokeško širenje zapadno, duž Velikih jezera. Do 1650., nadzirali su područja Sjeverne Amerike od Virginije (en:Virginia Colony) na jugu do sve do rijeke St. Lawrence. Na zapadu, Irokezi su krenuli u veliki osvajački pohod. Pod vodstvom naroda Seneca, irokeške su snage uništile moćnu Neutralnu konfederaciju (en:Neutral Nation) 1651., naciju koja se nalazila u južnom Ontariju, koja je brojčano bila jednaka Irokezima, ali nije imala potporu u vatrenom oružju, koje su Irokezi nabavili od Europljana.
Potom su uništili još jednu veliku plemensku konfederaciju znanu kao Eries ili "Narod mačke", koji je nastanjivao obale jezera Erie (Erielhonan-e). Nakon toga su istjerali algonkinskogovorne Shawneeje iz teritorija Ohio (en:Ohio Country)kraja i preuzeli su nadzor Pays de Illinoisa (en:Illinois Country) sve do rijeke Mississippi.
Ishod irokeškog širenja i rata s konfederacijom Anishinaabek (en:Anishinaabek Confederacy), istočni narodi kao što su Lakote su bili izgurani preko Mississippija na Veliku nizinu, prihvaćajuži nomadski način života po kojem su kasnije postali poznati. Ostali prognani narodi su preplavili područje Velikih jezera, što je opet imalo za ishod sukobe s izvornim domorodačkim narodima, odnosno, s narodima koji su već bili ondje. Većina borba je bila između irokeške i anishininaabečke konfederacije. Jedna od najvećih bitaka je bila na mjestu, danas poznatom kao Wasaga beach.

## Francuski protunapad
Ratni tijek se počeo preokrećati sredinom 1660-ih dolaskom malog kontingenta regularnih postrojbi iz Francuske, Carignan-Salières Regiment—prve skupine uniformiranih (smeđe odore) profesionalnih vojaka koje su stupile na kanadsko tlo. U isto vrijeme, irokeški nizozemski saveznici su izgubili nadzor nad kolonijom Novom Nizozemskom, koju su preuzeli Britanci na jugu.
U siječnju 1666., Francuzi su ušli u irokešku maticu zemlju, pod vodstvom aristokrata Alexandrea de Prouvillea, "Marquis de Tracya" i potkralja Nove Francuske. Iako je invazija prekinuta, zarobili su poglavicu Canaqueesea. U rujnu, nastavili su duž rijeke Richelieu i umarširali kroz irokeško ozemlje drugi put. U nemogućnosti naći irokeške vojake, okrenuli su e spaljivanju uroda i kuća. Brojni Irokezi su umrli od gladi iduće zime, kao posljedica te akcije.
Irokezi su molili za mir, kojeg su dobili, a potrajao je jedan naraštaj. U međuvremenu, brojni vojaci iz postrojbe Carignan-Salieres su ostali u koloniji kao doseljenici, značajno promijenivši demografiju kolonije. Oni su bili očvrsli ratni veterani, koji su se prije dolaska u Kanadu borili protiv Turaka. Bili su oštrih manira i govora, i svaka nada mjesnih crkvenih ljudi o organiziranju mirnog društva na obalama St. Lawrenecea je isparila. Nakon što je postrojba Carignan-Salières otišla 1667., ostavivši Irokeze privremeno primirene, kolonijalni upravitelji su najzad poduzeli korake za stvaranje mjesne milicije, tako da su svi muškarci u koloniji u dobi između 16 i 65 godina, isključujući vjersko osoblje i neke javne dužnosnike, dobili puške i streljivo, odnosno, postajali su obveznima za vojnu službu.

## Obnova ratnih djelovanja
Rat između Francuza i Irokeza se nastavio 1683. nakon što je guverner Louis de Buade, grof od Frontenaca, pokušao uvećati svoje bogatstvo proguravajući zapadnu trgovinu krznima uz novu agresivnost, koja je nepovoljno pogodila rastuća irokeška djelovanja u ovom području. Ovog puta je rat trajao deset godina i bio je krvav kao i prvi.
Obnovom neprijateljstava, mjesnu miliciju se nakon 1683. bilo ojačalo malim snagama regularnih postojaba francuske mornarice, t.vz. Compagnies Franches de la Marine. Potonji su postali najduljeslužeća postrojba francuskih regularnih snaga u Novoj Francuskoj.  

Muškarci su dolazili za se poistovjetiti s kolonijom godinama, dok su časničke postrojbe postala u potpunosti pokanađene 
 
Stoga se u jednu ruku može reći da je ovo biloa prva kanadska profesionalna stojeća vojska. 

Časnički odbori u miliciji i u Compagnie Franches su postali vrlo traženi i željeni položaji među društveno eminentnima u koloniji. 

Milicija se je zajedno s članovima Compagnie Franches, odjevena kao njihovi algonkinski saveznici, počela specijalizirati u brzom i pokretnom načinu ratovanja nazvanom la petite guerre (mali rat), kojem je bilo svojstveno duge i tihe ekspedicije kroz šume i iznenadna i nasilna upadanja u neprijateljske kampove i naselja—ista vrsta ratovanja kojeg su protiv njih primjenjivali Irokezi. 

## Veliki mir
Naposljetku su 1698., vidjevši se sve više kao pogodnog žrtvenog jarca za ratove koje su u biti potakli Englezi, Irokezi su molili za mir koji će završiti sve ratove. 

Francuzi su, s druge strane, u međuvremenu želili imati Irokeze kao sigurnosni bedem između Nove Francuske i Engleza na jugu. 

Veliki mir (u fra. izvorima Grande Paix) je potpisan 1701. u Montrealu. Potpisalo ga je 39 indijanskih poglavica, Francuzi i Englezi. 

U mirovnom sporazumu, Irokezi su pristali prekinuti pljačke i razbojništva te dopustiti izbjeglicama s Velikih jezera vratiti se istočnije. 

Na koncu su Shawneeje preuzeli nadzor na teritorijem Ohio i dolnjim tokom rijeke Alleghenyja.

## Vanjske poveznice
- Kronologija (1533.-1650.)
- Irokeški dabarski ratovi: 1640.-1701.[neaktivna poveznica]